# Da Fei (Director)
En una onomàstica xinesa, Da es el cognom i Fei el prenom.
Da Fei (xinès simplificat:  大 飞) (Kelan 1986 - ). Guionista i director de cinema xinès.

## Biografia
Da Fei va néixer el 2 de març de 1986 a Kelan, província de Shanxi (Xina). Després dels estudis primaris i secundaris va entrar a la Shanxi Media University.

#### Carrera cinematogràfica
En una entrevista va manifestar que va iniciar la seva carrera cinematogràfica sense voler: "volia ser escriptor, però vaig ser un mal estudiant i el meu pare primer hem va fer estudiar comptabilitat, però al final a l'hora d'entrar a la universitat, no vaig poder entrar a la de Pequín i vaig acabar a Shanxi Media University, on en van acceptar en la branca de guió i direcció
El 2006 va rodar el seu primer curtmetratge "Flying" i el 2016 va  escriure, dirigir i produir amb la col·col·laboració de Fang Li  el primer llargmetratge "Silent Winter"  que va ser finalista per al concurs de llargmetratges de directors debutants al 42è Festival Internacional de Cinema de Montreal , i va guanyar el premi al millor guió original al Festival Internacional de Cinema de Londres.
El 2018, va codirigir la col·lecció de curtmetratges "The Most Beautiful Performances of 2018" amb vuit directors, entre ells Wen Muye, Bi Gan i Zhang Dalei.
El 2021va rodar el seu segon llargmetratge 异乡来客 (The Coffin Painter). Da Fei explica una història càlida sobre l'amistat intergeneracional entre dos desconeguts: Jia és un home gran que ha perdut el seu fill, i Seven, una noia de secundària amb una mare endeutada. Com a pintor de taüts, el vell Jia dibuixa estranys símbols religiosos i és un testimoni d’excepció de les diferents actituds de la gent envers els seus morts. A mesura que passa el temps, Jia, Seven i la seva mare s'uneixen acompanyant-se els uns als altres. Da Fei dona veu a la soledat de les persones a la gran ciutat, en un món cada vegada més lúgubre malgrat les aparences. El film es va presentar a la Secció Discoveries  del Asian Film Festival Barcelona i al Festival Nits de cinema oriental de Vic (amb una copia subtitulada al català), del 2022.
Alguns crítics han destacat que Da Fei, tot i que no s'allunya del camí de la majoria de directors xinesos, en aquesta pel·lícula incorpora a la seva narrativa alguns elements més habituals en el cinema europeu.

## Filmografia
| Any  | Títol xinès | Títol anglès                |
| ---- | ----------- | --------------------------- |
| 2006 | 放飞        | Flying                      |
| 2018 | 残香无痕    | Silent Winter               |
| 2019 | 撒谎的金鱼  | The Lying Goldfish          |
| 2020 | 异乡来客    | Visitor from a Strange Land |
| 2021 | 异乡来客    | The Coffin Painter          |